# La niña de fuego
Pour les articles homonymes, voir La Niña.
Pour plus de détails, voir Fiche technique et Distribution.
La niña de fuego (Magical Girl) est un thriller espagnol de Carlos Vermut sorti en 2014 en Espagne.

## Synopsis
Luis (Luis Bermejo), un professeur de littérature au chômage, va essayer de réaliser le dernier vœu de sa fille de 12 ans, Alicia (Lucia Pollan), atteinte de leucémie : avoir la tenue officielle de la série de bande dessinée japonaise magical girl Yukiko. Le prix élevé du costume conduira Luis à échafauder une série de chantages inhabituels impliquant Damián (José Sacristán), professeur de mathématiques à la retraite et Bárbara (Bárbara Lennie), l'ancienne élève de ce dernier, changeant à jamais leurs existences.

## Fiche technique
- Titre original : Magical Girl
- Titre français : La niña de fuego
- Réalisation et scénario : Carlos Vermut
- Costumes : Iratxe Sanz
- Photographie : Santiago Racaj
- Montage : Emma Tusell
- Pays d'origine : Espagne
- Format : Couleurs - 35 mm - 2,35:1
- Genre : drame, thriller
- Durée : 127 minutes
- Dates de sortie :
  - Espagne : 17 octobre 2014 (première au festival de Saint-Sébastien le 24 septembre)
  - France : 12 août 2015[1]

## Distribution
- José Sacristán : Damián
- Bárbara Lennie : Bárbara
- Luis Bermejo : Luis
- Israel Elejalde : Alfredo
- Lucía Pollán : Alicia
- Elisabet Gelabert : Ada
- Miquel Insua : Oliver
- Teresa Soria Ruano : Adela
- Javier Botet : Pepo
- Alberto Chaves : l'épicier
- Julio Arrojo : le chauffeur
- Marisol Membrillo : Marisol
- Roser Pujol
- Marina Andruix

## Récompenses
- Festival international du film de Saint-Sébastien 2014 : 
  - Coquille d'or du meilleur film
  - Coquille d'argent du meilleur réalisateur pour Carlos Vermut
- 2e cérémonie des Prix Feroz[2],[3] :
  - Meilleur scénario
  - Meilleure actrice pour Bárbara Lennie
  - Meilleur acteur dans un second rôle pour José Sacristán
- 29e cérémonie des Goyas :
  - Meilleure actrice : Bárbara Lennie
- Médailles du Círculo de Escritores Cinematográficos :
  - Meilleure actrice : Bárbara Lennie
- Fotogramas de Plata :
  - Meilleure actrice : Bárbara Lennie